# Atassi
al-Atassi (arabisch الأتاسي, DMG al-Atāssī) ist der Name einer sunnitischen Großgrundbesitzerfamilie, die ursprünglich aus dem syrischen Homs stammt. Im 20. Jahrhundert gelangte die Familie auch in Damaskus zu Besitz, Macht und Einfluss.
Bedeutende Familienmitglieder:
- Abdel Karim al-Atassi, syrischer Botschafter in der Bundesrepublik Deutschland in den 1970er Jahren
- Adnan al-Atassi (1905–1969), syrischer Botschafter in den 1940ern und Justizminister in den 1950ern
- Ali al-Atassi (* 1967), Nureddins Sohn, syrischer Journalist und Bürgerrechtler
- Dschamal al-Atassi (1922–2000), zunächst baathistischer Informationsminister Syriens, dann nasseristischer Gegner Hafiz al-Assads
- Farhan al-Atassi, 1965 als (vermeintlicher) israelischer bzw. US-amerikanischer Spion hingerichtet
- Faydi al-Atassi, zwischen 1951 und 1955 dreimal Außenminister Syriens
- Haschim al-Atassi (1875–1960), syrischer Staatsmann
- Jawdat al-Atassi (1925–?), syrischer Diplomat und Militär, Botschafter in der Bundesrepublik Deutschland in den 1960er Jahren
- Louai al-Atassi (1926–2003), 1963 Interimspräsident Syriens
- Nabil Atassi (* 1981), deutscher Arzt, Journalist und Moderator
- Nureddin al-Atassi (1929–1992), syrischer Staatsmann
- Suheir Atassi (* 1971), Jamals Tochter, syrische Dissidentin